# Bridgewater (Nowy Jork)
Bridgewater – miasto w Stanach Zjednoczonych, w stanie Nowy Jork, w hrabstwie Oneida.